# Training Day
Training Day is een Amerikaanse film uit 2001 geregisseerd door Antoine Fuqua. De hoofdrollen worden vertolkt door Denzel Washington en Ethan Hawke.
De film was een groot kassucces.

## Verhaal
Jake Hoyt (Ethan Hawke) is een jonge idealistische rekruut van de politie van Los Angeles. Hij wil graag inspecteur worden en gaat daarom een dag mee op training met sergeant Alonzo Harris (Denzel Washington), die lid is van het antidrugsdepartement.
Alonzo blijkt er vrij onorthodoxe methodes op na te houden. Zo deinst hij er niet voor terug om geweld te gebruiken en verdachten te martelen tot bekentenissen. Volgens eigen zeggen is dit noodzakelijk om drugssmokkelaars te kunnen betrappen. Ook staat hij erop dat Jake zelf wat van de drugs die ze vinden probeert. Wanneer tijdens een inval in een huis Alonzo en Jake een groot geldbedrag, duidelijk verdiend aan drugshandel, vinden, en Alonzo dit achterover wil drukken samen met een paar collega's, krijgt Jake pas echt zijn bedenkingen. Al snel ontdekt hij dat Alonzo zelf niet helemaal is wie hij beweert te zijn; hij staat diep in de schulden bij de Russische maffia omdat hij ooit een van hun drugskoeriers heeft dood geslagen. Als hij niet snel 1 miljoen dollar aan ze betaalt, zullen ze hem vermoorden. Alonzo dwingt Jake hem te helpen omdat hij anders zal onthullen dat Jake zelf drugs gebruikt heeft.
Uiteindelijk laat Alonzo Jake achter bij een crimineel genaamd Smiley in de hoop dat deze Jake, de enige getuige van zijn onorthodoxe gedrag, uit de weg zal ruimen. Smiley laat Jake echter gaan wanneer blijkt dat Jake eerder die dag Smileys nichtje heeft gered van een verkrachting. Jake confronteert Alonzo en confisqueert het geld dat hij had buitgemaakt. Alonzo wordt kort hierop vermoord door de Russische maffia.

## Rolverdeling
| Acteur            | Personage             |
| ----------------- | --------------------- |
| Denzel Washington | Alonzo Harris         |
| Ethan Hawke       | Jake Hoyt             |
| Scott Glenn       | Roger                 |
| Eva Mendes        | Sara                  |
| Tom Berenger      | Stanley "Stan" Gursky |
| Harris Yulin      | Doug Rosselli         |
| Raymond J. Barry  | Lou Jacobs            |
| Cliff Curtis      | Smiley                |
| Dr. Dre           | Paul                  |
| Snoop Dogg        | Blue                  |
| Macy Gray         | Sandmans vrouw        |
| Charlotte Ayanna  | Lisa Hoyt             |
| Nick Chinlund     | Tim                   |
| Jamie P. Gomez    | Mark                  |
| Raymond Cruz      | Sniper                |
| Noel Gugliemi     | Moreno                |
| Samantha Esteban  | Letty                 |

## Achtergrond
Antoine Fuqua wilde dat Training Day er zo authentiek mogelijk uit zou zien. De film werd daarom onder andere opgenomen op locatie in enkele beruchte achterbuurten van Los Angeles, waaronder een buurt genaamd Imperial Courts. Dit was de eerste keer dat straatbendes camera's toestonden in dit gebied. Enkele figuranten in de film zijn leden van echte straatbendes, als Rollin' 60 Crips, PJ Watts Crips en B. P. Stones.

### Notities
- Het woord "fuck" wordt 211 keer gebruikt.
- Denzel Washington heeft herhaaldelijk gezegd dat Alonzo Harris zijn lievelingsrol is.
- Andere acteurs die in aanmerking kwamen waren Matt Damon, Tobey Maguire, Samuel L. Jackson en Bruce Willis.

### Ontvangst
Training Day ontving vooral positieve reacties. Vooral Denzel Washington werd geprezen door recensenten. Wereldwijd bracht de film uiteindelijk 104.876.233 dollar op.

## Prijzen en nominaties
- 2002 - Oscar
  - Gewonnen: Beste acteur in een hoofdrol (Denzel Washington)
  - Genomineerd: Beste acteur in een bijrol (Ethan Hawke)
- 2002 - Golden Globe
  - Genomineerd: Beste acteur in een drama (Denzel Washington)
- 2002 - MTV Movie Award
  - Gewonnen: Beste cameo (Snoop Dogg)
  - Gewonnen: Beste slechterik (Denzel Washington)